# Na západ od Říma
Na západ od Říma (angl. West of Rome) je kniha amerického spisovatele a scenáristy Johna Fanteho. Tvoří ji 2 novely: delší z nich má název Můj pes Blbec (angl. My Dog Stupid) a kratší se jmenuje Orgie (angl. The Orgy). Titul byl vydán v USA v roce 1986, tři roky po autorově smrti.
Do češtiny ji přeložil Milan Váňa pro nakladatelství Pragma (vydána roku 2001 ). V obou novelách se dají vystopovat autobiografické prvky autora a obě obsahují strhující pasáže.

## Děj

### Můj pes Blbec
Henry Molise je spisovatelem a scenáristou. Mnohem raději píše beletrii, nicméně scénáře mu více vynášejí. Žije s početnou rodinou ve velkém domě na pobřeží v Point Dume. S manželkou Harriet má 4 děti – dceru Tinu a syny Dominika, Dennise a Jamieho.

Je cynický, nespokojený se svým životem, jenž zabředl do jistých kolejí. Jeho snem je odpoutat se od všeho ubíjejícího stereotypu, opustit rodinu a odcestovat do Itálie, kde by mohl začít nový život.
Harriet je vzorná manželka, jež toleruje nevybíravé způsoby a sarkasmy svého chotě a je schopná se pro potomky rozkrájet.
Dominik si ve svých pětadvaceti letech užívá život, poslouchá The Doors a Beatles, kouří trávu a spí pouze s černoškami, což jeho otce nevýslovně popuzuje.
Tina má přítele – bývalého mariňáka a současného plážového povaleče Ricka Colpa, který mu vyjídá ledničku a pije jeho oblíbenou whisky Cutty Sark – proto musí Henry kupovat lacinou značku a přelévat ji do originálních sklenic Cutty Sark.
Dennis studoval divadelní vědu a aby se vyhnul nástupu do armády, většinu peněz z brigád obětoval na různé doktory a právníky, aby jej zbavili vojenské povinnosti. S otcem vychází velmi špatně, často jsou na kordy.
Jamie, devatenáctiletý nejmladší syn, je Henryho oblíbencem. „Podařil se“ - miluje zvířata, spoří a dokáže si plánovat kariéru. To nejdůležitější – je otcovou sobeckou nadějí na poklidné stáří.
Jednoho dne objeví Harriet na zahradě psa akitu – obrovskou bestii. S Henrym přemýšlejí, jak se ho zbavit. Po několika neúspěšných pokusech a pár dnech, kdy si jej Jamie oblíbil, avšak otec je proti setrvání psa, jej spolu vezmou na pláž, aby jej tam ponechali svému osudu. Cestou je Blbec konfrontován několika dalšími psy a způsob, jakým si s nimi poradí otci natolik imponuje, že změní názor a rozhodne se psa se nezbavovat. To ovšem nepotěší Harriet, která manželovi dříve trpěla bulteriéra Rocca, ale s Blbcem se smířit nehodlá.
Děj plyne, děti opouští dům a rozprchávají se do světa a Henry Molise zjišťuje, že i když si to takhle přál a těšil se, až k tomu dojde, najednou mu to vadí. Harriet dává vinu Henrymu i psovi, jejich vzájemný vztah se ochladí. Natolik, že Henry se rozhodne prodat své věci a odjet do Říma. Nic však není definitivní a příběh pádí do finále, v němž dojde k opravdu překvapivému rozuzlení.

### Orgie
Kratší z novel předkládá příběh vyprávěný desetiletým chlapcem, jenž pomáhá svému otci na stavbách. Otec pracuje se svým přítelem, ateistou Frankem Gaglianem, kteréhož nesnáší fanaticky zbožná chlapcova matka. Jednoho dne získá otec nárok na zlatý důl v Coloradu. Probere to s Frankem a oba se dohodnou, že tam budou o víkendech jezdit kopat a pokusí štěstěnu. Postupem času, kdy po zlatě stále není ani stopa a hlava rodiny je čím dál víc podrážděnější a unavenější si matka klade otázku: Co se děje ve zlatém dole?